# Barberá Rookies

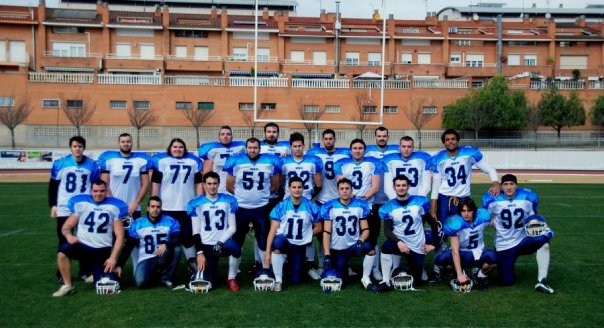
La squadra del 2010.

I Barberá Rookies sono la squadra di football americano di Barberà del Vallès, in Spagna.

## Storia
Fondati nel 2002, sono la squadra più titolata nel football femminile spagnolo.

## Dettaglio stagioni

### Tornei nazionali

#### Campionato

##### LNFA/LNFA Elite/Serie A
| Stagione | regular season | regular season | regular season | regular season | regular season | regular season | playoff | playoff | playoff | playoff | playoff | playoff       | playoff                |
|          | Vin            | Par            | Per            | Tot            | PF             | PS             | Vin     | Per     | Tot     | PF      | PS      | risultato     | avversaria             |
| -------- | -------------- | -------------- | -------------- | -------------- | -------------- | -------------- | ------- | ------- | ------- | ------- | ------- | ------------- | ---------------------- |
| 2011     | 6              | 0              | 2              | 8              | 192            | 105            | 1       | 1       | 2       | 27      | 50      | Secondo turno | Sueca Ricers           |
| 2012     | 2              | 0              | 8              | 10             | 80             | 295            | -       | -       | -       | -       | -       | -             | -                      |
| 2016     | 3              | 0              | 5              | 8              | 145            | 238            | 0       | 1       | 1       | 6       | 17      | Semifinale    | Valencia Firebats      |
| 2017     | 2              | 0              | 8              | 10             | 206            | 399            | -       | -       | -       | -       | -       | -             | -                      |
| 2022     | 7              | 0              | 1              | 8              | 299            | 93             | 0       | 1       | 1       | 14      | 37      | Semifinale    | Las Rozas Black Demons |
| Totale   | 20             | 0              | 24             | 44             | 922            | 1130           | 1       | 3       | 4       | 47      | 104     |               |                        |

Fonti: Enciclopedia del Football - A cura di Roberto Mezzetti

##### LNFA Femenina/LNFA Femenina 9×9
| Stagione | regular season | regular season | regular season | regular season | regular season | regular season | playoff | playoff | playoff | playoff | playoff | playoff            | playoff                |
|          | Vin            | Par            | Per            | Tot            | PF             | PS             | Vin     | Per     | Tot     | PF      | PS      | risultato          | avversaria             |
| -------- | -------------- | -------------- | -------------- | -------------- | -------------- | -------------- | ------- | ------- | ------- | ------- | ------- | ------------------ | ---------------------- |
| 2014     | 5              | 0              | 0              | 5              | 216            | 71             | 1       | 0       | 1       | 21      | 12      | Campionesse        | Barcelona Búfals       |
| 2015     | 4              | 0              | 1              | 5              | 130            | 68             | 0       | 1       | 1       | 26      | 38      | Woman Spanish Bowl | Las Rozas Black Demons |
| 2016     | 4              | 0              | 1              | 5              | 125            | 32             | 1       | 0       | 1       | 46      | 12      | Campionesse        | Barcelona Búfals       |
| 2017     | 8              | 0              | 0              | 8              | 364            | 40             | 1       | 0       | 1       | 46      | 8       | Campionesse        | Terrassa Reds          |
| 2018     | 8              | 0              | 0              | 8              | 286            | 54             | 1       | 0       | 1       | 27      | 6       | Campionesse        | Barcelona Búfals       |
| 2019     | 8              | 0              | 0              | 8              | 264            | 42             | 0       | 1       | 1       | 6       | 12      | Woman Spanish Bowl | Valencia Firebats      |
| 2020     | 2              | 0              | 0              | 2              | 72             | 22             | -       | -       | -       | -       | -       | Campionesse        | Barcelona Búfals       |
| 2021     | 2              | 0              | 0              | 2              | 68             | 12             | -       | -       | -       | -       | -       | Campionesse        | Barcelona Búfals       |
| Totale   | 41             | 0              | 2              | 43             | 1525           | 341            | 4       | 2       | 6       | 172     | 88      |                    |                        |

Fonti: Enciclopedia del Football - A cura di Roberto Mezzetti

##### Challenge Féminin (campionato francese femminile)
| Stagione | regular season | regular season | regular season | regular season | regular season | regular season | playoff | playoff | playoff | playoff | playoff | playoff   | playoff    |
|          | Vin            | Par            | Per            | Tot            | PF             | PS             | Vin     | Per     | Tot     | PF      | PS      | risultato | avversaria |
| -------- | -------------- | -------------- | -------------- | -------------- | -------------- | -------------- | ------- | ------- | ------- | ------- | ------- | --------- | ---------- |
| 2020     | 2              | 0              | 0              | 2              | 30             | 0              | -       | -       | -       | -       | -       | -         | -          |
| Totale   | 2              | 0              | 0              | 2              | 30             | 0              | -       | -       | -       | -       | -       |           |            |

Fonti: Enciclopedia del Football - A cura di Roberto Mezzetti

##### LNFA Femenina 7×7
| Stagione | regular season | regular season | regular season | regular season | regular season | regular season | playoff | playoff | playoff | playoff | playoff | playoff   | playoff                |
|          | Vin            | Par            | Per            | Tot            | PF             | PS             | Vin     | Per     | Tot     | PF      | PS      | risultato | avversaria             |
| -------- | -------------- | -------------- | -------------- | -------------- | -------------- | -------------- | ------- | ------- | ------- | ------- | ------- | --------- | ---------------------- |
| 2021     | 6              | 0              | 0              | 6              | 290            | 27             | 1       | 1       | 2       | 75      | 63      | Finale    | Las Rozas Black Demons |
| Totale   | 6              | 0              | 0              | 6              | 290            | 27             | 1       | 1       | 2       | 75      | 63      |           |                        |

Fonti: Enciclopedia del Football - A cura di Roberto Mezzetti

##### LNFA 2/Conferencias/Serie B
| Stagione | regular season | regular season | regular season | regular season | regular season | regular season | playoff | playoff | playoff | playoff | playoff | playoff             | playoff                             |
|          | Vin            | Par            | Per            | Tot            | PF             | PS             | Vin     | Per     | Tot     | PF      | PS      | risultato           | avversaria                          |
| -------- | -------------- | -------------- | -------------- | -------------- | -------------- | -------------- | ------- | ------- | ------- | ------- | ------- | ------------------- | ----------------------------------- |
| 2008     | 4              | 0              | 2              | 6              | 158            | 88             | 0       | 1       | 1       | 0       | 1       | Quarti di finale    | Valencia Giants                     |
| 2009     | 3              | 0              | 2              | 5              | 102            | 68             | 1       | 1       | 2       | 37      | 45      | Semifinale          | Reus Imperials                      |
| 2013     | 6              | 0              | 2              | 8              | 93             | 81             | 2       | 2       | 4       | 36      | 47      | Finale/Non promossi | Granada Lions/Osos de Rivas         |
| 2014     | 5              | 0              | 3              | 8              | 95             | 63             | 0       | 1       | 1       | 0       | 20      | Quarti di finale    | Reus Imperials                      |
| 2015     | 8              | 0              | 0              | 8              | 191            | 75             | 2       | 1       | 3       | 102     | 80      | Finale/Promossi     | Reus Imperials/L'Hospitalet Pioners |
| 2021     | 4              | 0              | 2              | 6              | 191            | 138            | 1       | 1       | 2       | 49      | 45      | Finale              | L'Hospitalet Pioners                |
| Totale   | 30             | 0              | 11             | 41             | 830            | 513            | 6       | 6       | 12      | 224     | 238     |                     |                                     |

Fonti: Enciclopedia del Football - A cura di Roberto Mezzetti

### Tornei locali

#### Campionato catalano
| Stagione | regular season | regular season | regular season | regular season | regular season | regular season | playoff | playoff | playoff | playoff | playoff | playoff    | playoff              |
|          | Vin            | Par            | Per            | Tot            | PF             | PS             | Vin     | Per     | Tot     | PF      | PS      | risultato  | avversaria           |
| -------- | -------------- | -------------- | -------------- | -------------- | -------------- | -------------- | ------- | ------- | ------- | ------- | ------- | ---------- | -------------------- |
| 2017-18  | 4              | 0              | 3              | 7              | 195            | 152            | 1       | 1       | 2       | 28      | 32      | Finale     | Terrassa Reds        |
| 2018-19  | 10             | 0              | 1              | 11             | 333            | 71             | 0       | 1       | 1       | 14      | 39      | Semifinale | L'Hospitalet Pioners |
| 2019-20  | 8              | 0              | 0              | 8              | 229            | 53             | -       | -       | -       | -       | -       | -          | -                    |
| Totale   | 22             | 0              | 4              | 26             | 757            | 276            | 1       | 2       | 3       | 42      | 71      |            |                      |

Fonti: Enciclopedia del Football - A cura di Roberto Mezzetti

##### Campionato catalano femminile
| Stagione | regular season | regular season | regular season | regular season | regular season | regular season | playoff | playoff | playoff | playoff | playoff | playoff     | playoff          |
|          | Vin            | Par            | Per            | Tot            | PF             | PS             | Vin     | Per     | Tot     | PF      | PS      | risultato   | avversaria       |
| -------- | -------------- | -------------- | -------------- | -------------- | -------------- | -------------- | ------- | ------- | ------- | ------- | ------- | ----------- | ---------------- |
| 2015     | 3              | 0              | 0              | 3              | 85             | 37             | 2       | 0       | 2       | 65      | 13      | Campionesse | Barcelona Búfals |
| 2016     | 3              | 0              | 1              | 4              | 106            | 26             | 2       | 0       | 2       | 79      | 18      | Campionesse | Barcelona Búfals |
| Totale   | 6              | 0              | 1              | 7              | 191            | 63             | 4       | 0       | 4       | 144     | 31      |             |                  |

Fonti: Enciclopedia del Football - A cura di Roberto Mezzetti

#### LVFA Femenina
| Stagione | regular season | regular season | regular season | regular season | regular season | regular season | playoff | playoff | playoff | playoff | playoff | playoff   | playoff    |
|          | Vin            | Par            | Per            | Tot            | PF             | PS             | Vin     | Per     | Tot     | PF      | PS      | risultato | avversaria |
| -------- | -------------- | -------------- | -------------- | -------------- | -------------- | -------------- | ------- | ------- | ------- | ------- | ------- | --------- | ---------- |
| 2017-18  | 3              | 0              | 3              | 6              | 145            | 159            | -       | -       | -       | -       | -       | -         | -          |
| Totale   | 3              | 0              | 3              | 6              | 145            | 159            | -       | -       | -       | -       | -       |           |            |

Fonti: Enciclopedia del Football - A cura di Roberto Mezzetti

### Riepilogo fasi finali disputate
| Anno            | Luogo                     | Evento            | Fase del torneo      | Incontro                                 | Risultato |
| 2013            |                           | LNFA              | Spareggio promozione | Osos de Rivas - Barberá Rookies          | 34 - 0    |
| 7-8 giugno 2014 | Calatayud                 | LNFA Femenina     | Finale               | Barberá Rookies - Barcelona Búfals       | 21 - 12   |
| 23 maggio 2015  |                           | LCFA Femení       | Finale               | Barberá Rookies - Barcelona Búfals       | 25 - 13   |
| 13 giugno 2015  | Barcellona                | Serie A           | Spareggio promozione | L'Hospitalet Pioners - Barberá Rookies   | 35 - 54   |
| 13 giugno 2015  |                           | LNFA Femenina     | Finale               | Las Rozas Black Demons - Barberá Rookies | 38 - 26   |
| 29 maggio 2016  |                           | LCFA Femení       | Finale               | Barcelona Búfals - Barberá Rookies       | 6 - 36    |
| 4 giugno 2016   |                           | Serie A           | Semifinale           | Valencia Firebats - Barberá Rookies      | 17 - 6    |
| 11 giugno 2016  |                           | LNFA Femenina     | Finale               | Barcelona Búfals - Barberá Rookies       | 12 - 46   |
| 20 maggio 2017  |                           | LNFA Femenina     | Finale               | Barberá Rookies - Terrassa Reds          | 46 - 8    |
| 11 giugno 2017  |                           | Serie A           | Playout              | Barberá Rookies - Osos de Rivas          | 16 - 22   |
| 21 aprile 2018  |                           | LCFA              | Finale               | Terrassa Reds - Barberá Rookies          | 19 - 8    |
| 26 maggio 2018  | Barberà del Vallès        | LNFA Femenina     | Finale               | Barberá Rookies - Barcelona Búfals       | 27 - 6    |
| 28 aprile 2019  |                           | LCFA              | Semifinale           | Barberá Rookies - L'Hospitalet Pioners   | 14 - 39   |
| 29 maggio 2019  | Murcia                    | LNFA Femenina 9×9 | Woman Spanish Bowl   | Barberá Rookies - Valencia Firebats      | 6 - 12    |
| 29 maggio 2021  | L'Hospitalet de Llobregat | Serie B           | Finale               | Barberá Rookies - L'Hospitalet Pioners   | 21 - 24   |
| 29 maggio 2021  | Las Rozas de Madrid       | LNFA Femenina 7×7 | Finale               | Barberá Rookies - Las Rozas Black Demons | 24 - 51   |
| 7 maggio 2022   |                           | Serie A           | Semifinale           | Barberá Rookies - Las Rozas Black Demons | 14 - 37   |

## Palmarès
- 9 Campionati spagnoli femminili (2011, 2012, 2013, 2014, 2016, 2017, 2018, 2020, 2021)
- 7 Coppe di Spagna femminili (2010, 2011, 2012, 2013, 2014, 2015, 2016)
- 1 Campionato spagnolo juniores (2005-06)
- 1 Campionato spagnolo cadetti (2010-11)
- 2 Campionati catalani (2006-07, 2009-10)
- 3 Campionati catalani femminili (2009-10, 2014-15, 2015-16)
- 2 Campionati catalani juniores (2008-09)
- 1 Campionato catalano juniores a 7 (2005-06)
- 1 Campionato catalano cadetti (2003-04)
- 1 Coppa catalana cadetti (2007-08)